# Creus del Mèrit Aeronàutic
Les Creus del Mèrit Aeronàutic, fins a l'any 1995 Orde del Mèrit Aeronàutic, és el nom d'una condecoració d'Espanya dividida en diverses categories que té per objecte de recompensar als membres dels tres Exèrcits i la Guàrdia Civil i altres persones civils la realització d'accions i fets o la prestació de serveis de destacat mèrit.
Definida pel mateix Reial decret que les Creus del Mèrit Militar i Naval. Les Creus del Mèrit Aeronàutic tenen per objecte recompensar i distingir individualment als membres de les Forces Armades i del Cos de la Guàrdia Civil, per la realització d'accions i fets o la prestació de serveis de destacat mèrit o importància, així com al personal civil per les seves activitats meritòries relacionades amb la Defensa Nacional. Aquestes accions i fets hauran d'estar relacionades amb l'Exèrcit de l'Aire per a la seva concessió.

## Categories

### Creu
Per a oficials, suboficials i tropa i el personal civil que no tingui el rang suficient per obtenir la Gran Cruz.
Les Creus del Mèrit Aeronàutic, que seran de braços iguals, portaran al centre l'emblema de l'Exèrcit de l'Aire en el cercle interior del qual figurarà un escut cuartelado i filetejat en or, d'esmalts: primer, de Castella; segon, de Lleó; tercer, d'Aragó, i quart, de Navarra; entado en punta Granada i escusón al seu centre de Borbó-Anjou. En el seu revers, escut circular que portarà inscrites les lletres, en or, DT., sobre esmalt de color vermell. Es concediran:
- Amb distintiu vermell: Es concediran a aquelles persones que, amb valor, hagin realitzat accions, fets o serveis eficaços en el transcurs d'un conflicte armat o d'operacions militars que impliquin o puguin implicar l'ús de força armada, i que comportin uns dots militars o de comandament significatives. La Creu amb distintiu vermell serà esmaltada en vermell i penjarà d'una cinta vermella amb dues llistes blanques d'ample igual a un vuitè de l'ample total d'aquella, que deixaran cants vermells de dos mil·límetres en les vores.

- Amb distintiu blau: Es concediran per accions, fets o serveis extraordinaris que, sense estar previstos en la secció 1a. d'aquest capítol, es duguin a terme en operacions derivades d'un mandat de les Nacions Unides o en el marc d'altres organitzacions internacionals. La Creu amb distintiu blau serà esmaltada en blanc amb una llista esmaltada en blava més fosc en el braç inferior. Penjarà d'una cinta igual a la de la Creu amb distintiu blanc, excepte en els seus cants exteriors de dos mil·límetres, que seran blaus més foscos.
- Amb distintiu groc: Es concediran per accions, fets o serveis que comportin greu risc i en els casos de lesions greus o defunció, com a conseqüència d'actes de servei, sempre que impliquin una conducta meritòria. La Creu amb distintiu groc serà esmaltada en blanc amb una llista esmaltada en groc en el braç inferior. Penjarà d'una cinta igual a la de la Creu amb distintiu blanc, excepte en els seus cants exteriors de dos mil·límetres, que seran grocs.
- Amb distintiu blanc: Es concediran per mèrits, treballs, accions, fets o serveis distingits, que s'efectuïn durant la prestació de les missions o serveis que ordinària o extraordinàriament siguin encomanats a les Forces Armades o que estiguin relacionats amb la Defensa, i que no es trobin definits en les tres seccions anteriors d'aquest capítol. La Creu amb distintiu blanc serà esmaltada en blanc. Penjarà d'una cinta blanca amb dues llistes vermelles d'ample igual a un vuitè de l'ample total d'aquella, que deixaran cants blancs de dos mil·límetres en les vores.

### Gran Creu
Per a oficials generals i personal civil amb un rang institucional, administratiu, acadèmic o professional.
La Gran Cruz és una placa abrillantada de ràfegues en or, amb la creu del corresponent color al centre, orlada de dos lleons i dos castells en plata, proporcionals al conjunt. Banda de seda, dels mateixos colors que la cinta de la qual pengen les Creus, unint-se en els seus extrems amb un llaç de la mateixa cinta, del que penjarà la Venera de la Gran Creu timbrada de corona real, en or, i subjecta a la banda per un cèrcol daurat. La venera consistirà en la creu corresponent del mèrit i distintiu concedit. Es concediran:
- Amb distintiu vermell: Es concediran a aquelles persones que, amb valor, hagin realitzat accions, fets o serveis eficaços en el transcurs d'un conflicte armat o d'operacions militars que impliquin o puguin implicar l'ús de força armada, i que comportin uns dots militars o de comandament significatives.
- Amb distintiu blau: Es concediran per accions, fets o serveis extraordinaris que, sense estar previstos en la secció 1a. d'aquest capítol, es duguin a terme en operacions derivades d'un mandat de les Nacions Unides o en el marc d'altres organitzacions internacionals.
- Amb distintiu groc: Es concediran per accions, fets o serveis que comportin greu risc i en els casos de lesions greus o defunció, com a conseqüència d'actes de servei, sempre que impliquin una conducta meritòria.
- Amb distintiu blanc: Es concediran per mèrits, treballs, accions, fets o serveis distingits, que s'efectuïn durant la prestació de les missions o serveis que ordinària o extraordinàriament siguin encomanats a les Forces Armades o que estiguin relacionats amb la Defensa, i que no es trobin definits en les tres seccions anteriors d'aquest capítol.

## Insígnies i passadors
| Creu amb distintiu roig.      | Creu amb distintiu blau.      | Creu amb distintiu groc.      | Creu amb distintiu blanc.      |
| Gran Creu amb distintiu roig. | Gran Creu amb distintiu blau. | Gran Creu amb distintiu groc. | Gran Creu amb distintiu blanc. |